# 長者村 (青森県)
長者村（ちょうじゃむら）は、かつて青森県に存在した村である。

## 沿革
- 1889年（明治22年）4月1日 - 町村制施行により三戸郡類家村、糠塚村、田向村、中居林村、石手洗村が合併し、長者村が発足。
- 1901年（明治34年）4月1日 - 三戸郡八戸町と合併して、八戸町を新設し消滅[1]。

### 官報
- 「町村合倂」『官報』第5296号、大蔵省印刷局、1901年3月2日、47頁。2025年4月8日閲覧。

1. ↑  大蔵省印刷局 1901.